# Besnik Mustafaj
Besnik Mustafaj (ur. 23 września 1958 w Bajram Curri) − albański polityk, pisarz i dyplomata. 

## Życiorys
Ukończył studia romanistyczne na Uniwersytecie Tirańskim. Po studiach pracował jako nauczyciel w okręgu Tropojë, od 1982 był wykładowcą na Uniwersytecie Tirańskim i dziennikarzem Zëri i popullit (Głos Ludu). W 1988 podjął pracę tłumacza w Instytucie Studiów nad Marksizmem i Leninizmem, zaś dwa lata później został redaktorem naczelnym czasopisma Bota Letrare (Świat Literatury). Jest jednym z najczęściej tłumaczonych na języki obce pisarzy albańskich 
W 1991 związał się z opozycją demokratyczną. Był kandydatem na deputowanego Demokratycznej Partii Albanii w okręgu Tirana. W marcu 1991 po raz pierwszy został wybrany deputowanym do parlamentu.
11 września 2005 roku objął urząd ministra spraw zagranicznych Albanii w rządzie premiera Salego Berishy. Wcześniej był ambasadorem Albanii we Francji. W maju 2007 r. usunięty ze stanowiska ministerialnego. 

## Tomiki poezji
- Motive te gezuara (Radosne motywy) 1978
- Fytyrë burri (Twarz mężczyzny) 1987
- Legjenda e lindjes sime (Legenda moich narodzin) 1998

## Powieści
- Vera pa kthim (Lato bez powrotu) 1989
- Një sagë e vogël (Mała saga) 1995